# Kosmická sonda

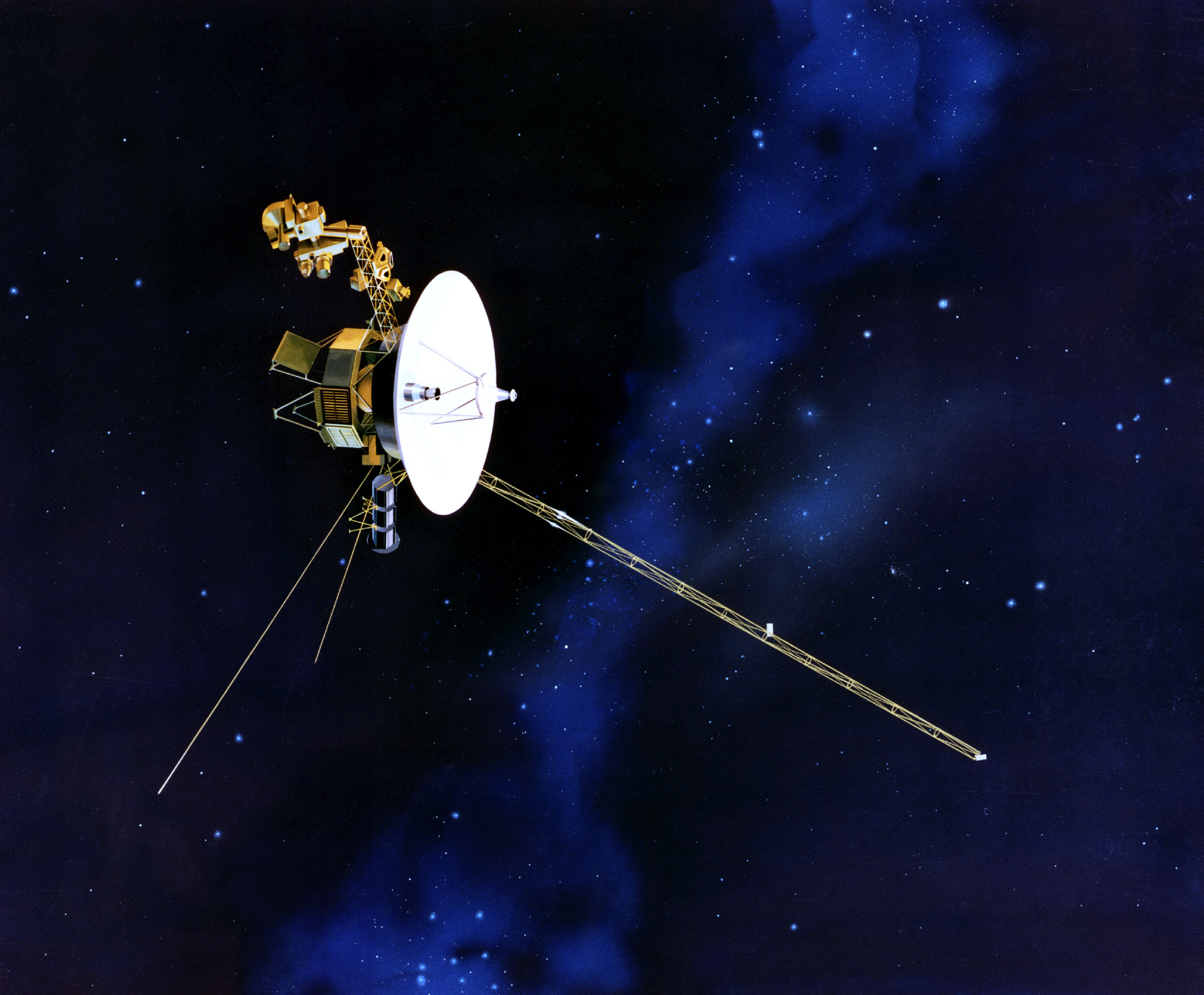
Voyager 2

Kosmická sonda je umělé kosmické těleso bez lidské posádky vypuštěné k Měsíci nebo na únikovou dráhu ze zemského gravitačního pole. Úkolem těchto sond je výzkum vlastností prostoru, kterým prolétají a především těles sluneční soustavy, k nimž se přiblíží.

## Druhy sond
Podle hlavního zkoumaného objektu je dělíme obvykle na:
- měsíční (lunární) sondy, zkoumající Měsíc a jeho okolí;
- meziplanetární (interplanetární) sondy, zkoumající vlastnosti meziplanetárního prostoru, hmoty a polí v něm se nacházejících;
- sluneční (solární) sondy, zkoumající bližší okolí Slunce;
- planetární sondy, zkoumající pevná tělesa sluneční soustavy, především planety, jejich satelity (měsíce) a planetky;
- kometární sondy, zkoumající vlastnosti komet;
- mezihvězdné (interstelární) sondy, určené k průzkumu vlastností mezihvězdného prostoru za hranicemi sluneční soustavy (zatím nebyla žádná taková sonda vypuštěna, i když některé sondy, především Voyager 1, Voyager 2 a New Horizons jím budou prolétat).

Zvláštní podkategorii shora uvedených typů sond tvoří návratové sondy, které po průzkumu cílů svého letu a případném odběru vzorků materiálu se vrátí se svým nákladem zpět na Zemi.
V nejstarší české literatuře v 50. a 60. létech 20. stol. byly kosmické sondy pod vlivem ruských sdělovacích prostředků a technické literatury nazývány meziplanetární automatické stanice; tento termín se dnes již v české odborné literatuře nepoužívá.

## Výrobci
Většinu amerických kosmických sond provozovala Laboratoř proudového pohonu (JPL) (která sama některé z nich i navrhla a postavila) resp. středisko NASA Ames Research Center; v současnosti bývají jejich provozovateli specializované laboratoře předních amerických univerzit v rámci kontraktů s NASA, přičemž výrobu sond zajišťují různé průmyslové firmy.
V bývalém Sovětském svazu většinu měsíčních sond a prvních planetárních sond vyvinula, postavila a provozovala konstrukční kancelář OKB-1 (nyní firma RKK Eněrgija) hlavního konstruktéra balistických raket a kosmické techniky S. P. Koroljova. Stavbu a částečně i provoz pozdějších planetárních sond (od roku 1965) zajišťovalo Vědecko-výrobní sdružení S. A. Lavočkina, resp. výzkumná část tohoto koncernu, Vědecko-výzkumné středisko G. N. Babakina. Později koordinaci vědecké náplně misí kosmických sond a řízení jejich letu přebíral stále více Ústav kosmických výzkumů (IKI) AN SSSR.

## Čas
U misí, jejichž sondy se dostanou do velké vzdálenosti od Slunce, se mohou udávat dva časy událostí. Jelikož šíření signálů je omezena rychlostí světla, může se čas události sondy lišit od času příjmu signálu na Zemi až o desítky minut. Označují se anglickými zkratkami SCET (z Spacecraft Event Time, čas události sondy) a ERT (z Earth Receive Time, čas příjmu na Zemi).